# Sepsiscus pluto
Sepsiscus pluto — вид сцинкоподібних ящірок родини сцинкових (Scincidae). Ендемік Австралії. Це єдиний представник монотипового роду Sepsiscus.

## Поширення і екологія
Sepsiscus pluto мешкають на північному сході півострова Кейп-Йорк в штаті Квінсленд. Вони живуть в мусонних лісах, серед опалого листя, в густих чагарникових заростях і рідколіссях, що ростуть на піщаних ґрунтах.